# Ernest McCulloch
Ernest Armstrong McCulloch (27. dubna 1926 Toronto – 20. ledna 2011 tamtéž) byl kanadský lékař a biolog, průkopník výzkumu kmenových buněk.
Pocházel ze zámožné rodiny s lékařskou tradicí. Studoval na Upper Canada College a pak na Torontské univerzitě, kde získal v roce 1948 doktorát. Zaměřil se na hematologii a rok pobýval na Lister Institute v Londýně. Pracoval v Torontské všeobecné nemocnici a od roku 1954 byl pedagogem Torontské univerzity. V roce 1957 nastoupil do Ontario Cancer Institute, kde se zabýval léčbou leukemie. Spolu s biofyzikem Jamesem Tillem začali experimentovat s radioterapií. Zjistili, že kostní dřeň pokusných myší obsahuje buňky schopné proliferace a jejich transplantací je možno vyléčit poruchu krvetvorby způsobenou ozářením. V roce 1963 publikovali Till a McCulloch výsledky svého výzkumu v časopise Nature. Společně s Louisem Siminovitchem dokázali, že kmenové buňky jsou schopny sebeobnovy a diferenciace. V roce 1971 McCulloch založil kanadský program transplantace kostní dřeně.
V roce 1988 byl Ernest Armstrong McCulloch vyznamenán Řádem Kanady a v roce 1999 se stal členem Královské společnosti. Byl zvolen prezidentem kanadské Národní akademie věd. McCulloch a Till byli uvedeni do Síně slávy kanadského lékařství, získali Cenu Gairdnerovy nadace i Cenu Alberta Laskera a kanadská pošta vydala známku s jejich podobiznami. Od roku 2005 se uděluje na jejich počest Till and McCulloch Award za úspěchy ve výzkumu kmenových buněk.